# Konrad Friedrich Bauer
Konrad Friedrich Bauer (* 9. Dezember 1903 in Hamburg; † 17. März 1970 in Schönberg) war ein deutscher Typograf und Lehrer.

## Leben
Konrad Friedrich Bauer studierte Kunstgeschichte in Frankfurt am Main und Marburg und beendete 1926 sein Studium mit der Promotion. Thema der von Rudolf Kautzsch betreuten schriftgeschichtlichen Dissertation war Mainzer Epigraphik. Beiträge zur Geschichte der mittelalterlichen Monumentalschrift. Ab 1928 arbeitet er in der Bauerschen Gießerei in Frankfurt am Main, deren künstlerischer Leiter er von 1948 bis 1968 war. In dieser Zeit begann auch seine Zusammenarbeit mit Walter Baum, dem Leiter des grafischen Ateliers der Gießerei, mit dem er von 1954 bis 1963 zahlreiche Schriften entwickelte.
Zwischen 1952 und 1964 war Bauer Vorsitzender der Jury des Wettbewerbs „Die schönsten Bücher Deutschlands“, der Stiftung Buchkunst in Frankfurt am Main. Ab 1947/48 lehrte er außerdem an der Universität Mainz das Fach Buch-, Schrift- und Druckwesen.

## Schriftentwürfe von Konrad Friedrich Bauer

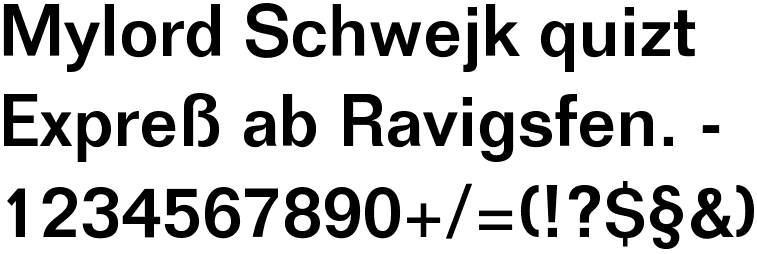
Schriftmuster der Folio medium (halbfett)

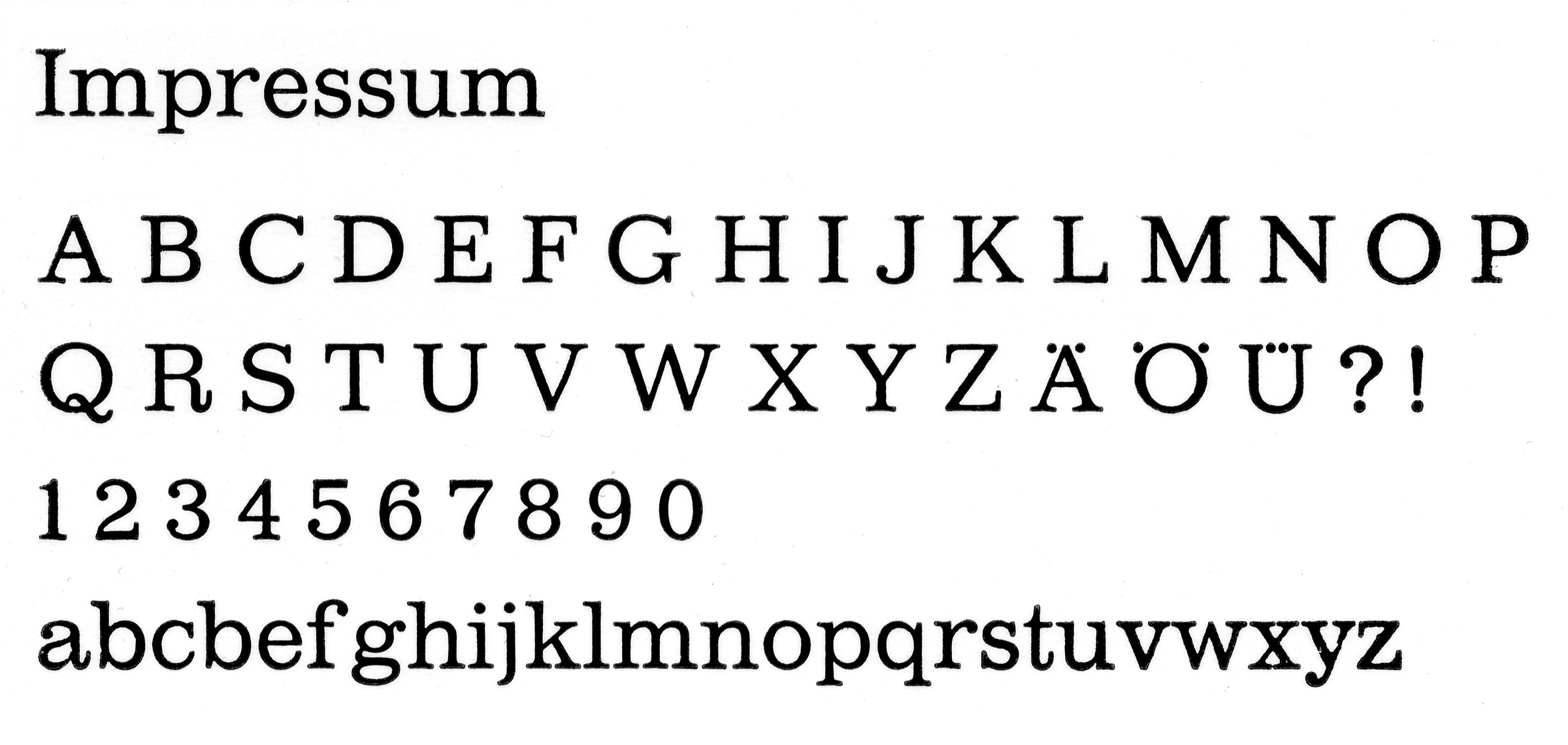
Schriftmuster der Impressum mager, Bleisatzabzug

Bauer entwickelte gemeinsam mit Walter Baum folgende Schriften:
- Alpha (1954)
- Beta (1954)
- Folio (1956–63)
- Imprimatur mager, Imprimatur halbfett (1952)
- Imprimatur kursiv, Imprimatur fett (1954)
- Imprimatur schmalfett (1955)
- Volta, mager, halbfett, fett, halbfett kursiv (1955)[1]
- Verdi (1957)
- Impressum (1963)
- Impressum kursiv, Impressum halbfett (1964)

## Schriften
- als Hrsg.: Aventur und Kunst. Eine Chronik des Buchdruckgewerbes von der Erfindung der beweglichen Lettern bis zur Gegenwart. Kramer, Frankfurt am Main 1940.
- Brücken zum Aufbau. Kramer, Frankfurt am Main 1948.
- Gutenberg und der Weg des Abendlandes. Frankfurt am Main 1949.
- Jahreszahlen aus acht Jahrhunderten. Bauersche Gießerei, Frankfurt am Main 1954.
- Von der Zukunft der Schrift. Internationale Typographische Vereinigung, Frankfurt am Main 1966.
- Wie eine Buchdruckschrift entsteht. Bauersche Gießerei, Frankfurt am Main 1966.